# Zhang Yifan
Zhang Yifan (Chinees: 张一璠) (Baoding, 22 november 2000) is een Chinese zwemster. Ze vertegenwoordigde haar vaderland op de Olympische Zomerspelen 2020 in Tokio.

## Carrière
Bij haar internationale debuut, tijdens de Olympische Zomerspelen van 2020 in Tokio, zwom Zhang samen met Tang Muhan, Dong Jie en Li Bingjie in de series van de 4×200 meter vrije slag, in de finale veroverden Tang en Li samen met Yang Junxuan en Zhang Yufei de gouden medaille. Voor haar aandeel in de series werd Zhang beloond met eveneens de gouden medaille.

## Internationale toernooien
| Jaar | Olympische Spelen                              | WK langebaan | WK kortebaan   | PanPacs | Aziatische Spelen |
| ---- | ---------------------------------------------- | ------------ | -------------- | ------- | ----------------- |
| 2021 | 4×200m vrije slag · Zhang zwom enkel de series |              | 16-21 december |         |                   |

## Persoonlijke records
Bijgewerkt tot en met 5 mei 2021
Langebaan
| Afstand          | Tijd    | Datum         | Plaats              |
| ---------------- | ------- | ------------- | ------------------- |
| 100m vrije slag  | 55,75   | 18 juni 2017  | Canet-en-Roussillon |
| 200m vrije slag  | 1.58,00 | 4 mei 2021    | Qingdao             |
| 100m vlinderslag | 59,31   | 30 april 2021 | Qingdao             |
| 200m vlinderslag | 2.08,26 | 5 mei 2021    | Qingdao             |